# 喬·拜登的總統過渡
喬·拜登的總統過渡（英語：Presidential transition of Joe Biden）是指美國總統當選人喬·拜登正在進行的美國總統過渡階段。2020年4月，喬·拜登成為民主黨的美國總統候選人，並於同年8月正式接受提名。6月20日，由泰德·考夫曼領導的拜登過渡團隊對外宣布成立。同年9月，其他聯席主席加入考夫曼的團隊。
2020年11月3日，美國舉行總統選舉。同日晚間，現任總統唐納·川普依據其認定當下計票的領先優勢宣布自己已經獲勝，但這一說法很快被推翻。隨後川普要求停止計算尚未計算在內的個人選票和郵寄選票計票工作，但這一要求則遭到忽視。同時川普指控選舉廣泛存在欺詐、腐敗和其他不當行為，但並未提供實質證據，而這些指控幾乎都遭到否認。然而川普團隊仍在多個州提起多項訴訟，要求停止計票、阻止當選證明，並且嘗試其他補救措施。直至11月16日，所有這些要求都被駁回。11月13日，川普在沒有任何證據的情況下宣稱有一些州使用的數位投票系統「刪除」270萬張選票，並表示支持他的選票被轉移到喬·拜登那裡。
截至11月7日上午11時30分，歷經3天半的計票工作後，美聯社、有線電視新聞網、ABC新聞、CBS新聞、NBC新聞和福斯新聞頻道等主要電視網共同宣布喬·拜登贏得競選，從那時起大多數資料來源都將其描述為當選總統。儘管美國主流媒體均宣布拜登勝選，但由於川普仍然對於選舉結果持有異議，使川普任命的聯邦總務署署長艾米麗·墨菲一度並未批准展開交接程序的文件，延宕了推定交接的基本運作。11月10日，拜登發表勝選演說後在德拉瓦州威明頓市召開記者會，被問及川普拒絕承認選舉結果時，他表示：「坦白說，我認為這很丟臉」（It's an embarrassment, quite frankly.）。
其後在川普政府的阻擾下，拜登團隊無法獲得為「當選總統」提供的約630萬美元過渡資金，而只能自行籌款；同時聯邦總務署拒絕提供辦公場所、政府網站地位和機構訪問權限，拜登也未能取得聽取國家安全機密簡報的權限。直到11月23日，在大選結束兩周之後，艾米麗·墨菲才發出確認信，並簽署了確認和拜登過渡團隊展開移交程序的文件。這份聲明宣布拜登為明顯的勝選者，正式批准展開過渡程序的文件交接事宜，而標誌著權力交接的正式開始。同時她也提到有成千上萬的脅迫要她提前做決定，然而她致力維護法律，並表示自己的職務無權挑選或認證美國總統當選人。而在當天，拜登公布首批閣員名單，安东尼·布林肯將擔任國務卿，约翰·福布斯·克里將擔任總統氣候特使，琳达·托马斯-格林菲尔德將出任美国常驻联合国代表，艾薇爾·海恩斯將擔任國家情報總監，亚历杭德罗·马约尔卡斯將任國土安全部長。11月24日，白宫批准拜登接收《总统每日简报》。11月29日，拜登过渡团队宣布詹·普萨基将担任白宫新闻秘书。11月30日，拜登提名珍妮特·耶伦为财政部长、妮拉·坦登为白宫行政管理和预算局局长、塞西莉娅·劳斯为白宫经济顾问委员会主席。12月4日，拜登提名布莱恩·迪斯（Brian Deese）为国家经济委员会主任。12月8日，拜登提名劳埃德·奥斯汀出任国防部长。12月10日，拜登提名丹尼斯·麦克多诺出任退伍军人事务部长。12月11日，拜登提名戴琪出任美國貿易代表。12月15日，拜登提名皮特·布蒂吉格（Pete Buttigieg）担任美国运输部长。12月17日，拜登提名德布·哈兰德担任美国内政部长，前密歇根州州长珍妮弗·格兰霍姆担任能源部长。12月18日，美国国防部代理部长克里斯托弗·米勒下令暂停与当选总统拜登团队進行过渡工作，停止向当选总统拜登团队抄送安全简报，為期2周。12月28日，拜登批評国防部拖延交接工作阻撓交接，但国防部否认。2021年1月7日，拜登提名哥伦比亚特区联邦巡回上诉法院首席法官梅里克·加兰出任美国司法部长。

## 外部連結
- 官方网站

| 前任者： 唐納·川普 （第一次） | 總統過渡 2020年–2021年 | 繼任者： 唐納·川普 （第二次） |